# Maripanthus
Genre
Maripanthus est un genre d'araignées aranéomorphes de la famille des Salticidae.

## Distribution
Les espèces de ce genre se rencontrent en Asie du Sud-Est, en Asie du Sud et en Asie de l'Est.

## Liste des espèces
Selon World Spider Catalog (version 22.5, 05/12/2021) :
- Maripanthus draconis Maddison, 2020
- Maripanthus gloria Caleb, 2021
- Maripanthus jubatus Maddison, 2020
- Maripanthus menghaiensis (Cao & Li, 2016)
- Maripanthus reinholdae Maddison, 2020
- Maripanthus smedleyi (Reimoser, 1929)

## Publication originale
- Maddison, Beattie, Marathe, Ng, Kanesharatnam, Benjamin & Kunte, 2020 : « A phylogenetic and taxonomic review of baviine jumping spiders (Araneae, Salticidae, Baviini). » ZooKeys, no 1004, p. 27-97 (texte intégral).